# UFC 194
UFC 194: Aldo vs. McGregor foi um evento de artes marciais mistas promovido pelo Ultimate Fighting Championship, ocorrido em 12 de dezembro de 2015 no MGM Grand Garden Arena, em Las Vegas, Nevada.. .

## Card Oficial
Nota 1 Pelo Cinturão Peso-Pena do UFC.

Nota 2 Pelo Cinturão Peso-Médio do UFC.

Nota 3 Romero falhou no antidoping fora de competição.

## Turnê Promocional
A Turnê Promocional do Evento aconteceu entre Janeiro de 2015 a Abril do Mesmo ano. A Turnê Passou por 7 Países e 8 Cidades: Londres, Rio de Janeiro, Dublin, Chicago

## Ligações Externas
1. ↑  Nota 1
2. ↑  Nota 2
3. ↑  Nota 3